# Dytiscus latissimus
Dytiscus latissimus е вид бръмбар от семейство Dytiscidae. Видът е уязвим и сериозно застрашен от изчезване.

## Разпространение и местообитание
Разпространен е в Австрия, Беларус, Босна и Херцеговина, Дания, Италия, Латвия, Норвегия, Полша, Русия, Украйна, Финландия, Чехия и Швеция.
Регионално е изчезнал в Белгия, Германия, Люксембург, Нидерландия и Франция и вероятно е изчезнал в Румъния, Словакия, Унгария, Хърватия и Швейцария.
Среща се на надморска височина до 1,5 m.